# Rudrama Devi
Rudrama Devi, född okänt år, död 1289 eller 1295, var regent i Kakatiya-dynastins rike från 1261 till sin död (de två första åren som sin fars medregent).  Hon var en av få kvinnor i Indien under medeltiden som regerande som monarker.  